# Готтфрід Бартон
Готтфрід Бартон (нім. Gottfried Barton; 29 березня 1885, Відень — 13 січня 1977, Відень) — австро-угорський, австрійський і німецький офіцер, генерал-майор вермахту. Кавалер лицарського хреста Військового ордена Марії Терезії.

## Біографія
18 серпня 1904 року вступив у австро-угорську армію. Учасник Першої світової війни, після завершення якої продовжив службу в австрійській армії. З 1 червня 1936 року — командир 1-го драгунського полку «Принц Ойген». Після аншлюсу автоматично перейшов у вермахт. З 1 серпня 1938 року — офіцер служби комплектування і командир водійського і транспортного училища в Шлоссгофі, одночасно з 15 по 29 серпня 1939 року — командир водійського і транспортного училища 9-го військового округу в Гроссенгаймі. 1 лютого 1941 року відновлений на активній службі. З 18 червня 1941 року — командир 203-ї бригади охорони (з 1 червня 1942 року — дивізії). 1 січня 1943 року відправлений в резерв фюрера, 30 червня звільнений у відставку.

## Звання
- Кадет-заступник офіцера (18 серпня 1904)
- Лейтенант (1 листопада 1905)
- Оберлейтенант (1 травня 1911)
- Ротмістр (1 вересня 1915)
- Майор (4 червня 1921)
- Штабс-ротмістр (1 березня 1923)
- Титулярний майор (29 травня 1923)
- Майор (15 липня 1926)
- Оберстлейтенант (8 червня 1932)
- Оберст (18 грудня 1936)
- Генерал-майор запасу (27 серпня 1939)
- Генерал-майор (1 лютого 1941)

## Нагороди
- Ювілейний хрест
- Срібна і бронзова медаль «За військові заслуги» (Австро-Угорщина) з мечами
- Хрест «За військові заслуги» (Австро-Угорщина) 3-го класу з військовою відзнакою і мечами
- Орден Залізної Корони 3-го класу з військовою відзнакою і мечами
- Військовий Хрест Карла
- Військовий орден Марії Терезії, лицарський хрест (27 червня 1922) — за заслуги у боях в Карпатах 10 жовтня 1916 року.
- Пам'ятна військова медаль (Австрія) з мечами
- Хрест «За вислугу років» (Австрія) 2-го класу для офіцерів (25 років)
- Хрест «За військові заслуги» (Австрія) 3-го класу (1 листопада 1936)
- Почесний хрест ветерана війни з мечами
- Медаль «За вислугу років у Вермахті» 4-го, 3-го, 2-го і 1-го класу (25 років)
- Хрест Воєнних заслуг 2-го класу з мечами